# Langneusvleermuis
De langneusvleermuis (Rhynchonycteris naso)  is een zoogdier uit de familie van de schedestaartvleermuizen (Emballonuridae). De wetenschappelijke naam van de soort werd voor het eerst geldig gepubliceerd door Maximilian zu Wied-Neuwied in 1820.

## Kenmerken
Deze vleermuis heeft een gestroomlijnd lichaam en een lange, buisvormige neus. Op de rug bevinden zich witte strepen. De lichaamslengte bedraagt 3,5 tot 4 cm, de staartlengte 1 tot 1,5 cm en het gewicht 3 tot 6 gram.

## Leefwijze
Ze hangen overdag in groepjes van 5 tot 10 (tot 40, zelden meer) op een rij onder aan een boomtak. Een volwassen mannetje is leider van de groep en verdedigt het voedselterritorium: een nabijgelegen stukje water met veel insecten.

## Verspreiding
Deze soort komt voor in tropische bossen van Mexico tot centraal Zuid-Amerika.